# Gestes et opinions du docteur Faustroll, pataphysicien

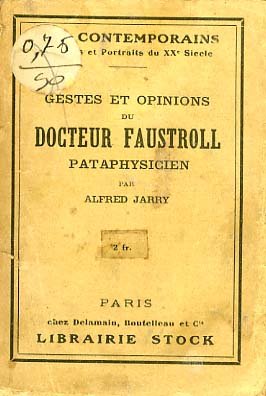
Tweede druk, 1923

Gestes et opinions du docteur Faustroll, pataphysicien, ondertitel roman néo-scientifique is een roman van Alfred Jarry geschreven in 1898 en postuum voor het eerst gepubliceerd in 1911 bij uitgeverij Fasquelle. Voor fans van het werk van Jarry geldt het boek als een soort bijbel. Het is de belangrijkste uitwerking van zijn theorie van de 'patafysica.

## Titel
De titel van het boek leent zijn vorm van fantastische romans uit eerdere eeuwen. Hij lijkt het meest op  The Life and Opinions of Tristram Shandy, Gentleman van Laurence Sterne, dat op zijn beurt is gebaseerd op Lives and Opinions of Eminent Philosophers van Diogenes Laërtius en The Life and Strange Surprizing Adventures of Robinson Crusoe, Of York, Mariner. Jarry combineerde deze samengestelde titel met 'gestes', een verwijzing naar oude Franse heldenverhalen en met de naam van de hoofdfiguur, Docteur Faustroll, die zelf ook een samengestelde naam heeft. De ondertitel van het boek luidt: 'roman néo-scientifique'.

## Personages
Dr. FaustrollDe hoofdpersoon is doctor Faustroll, een patafysicus die in 1898 op 63-jarige leeftijd geboren wordt en die leeftijd zijn leven lang zal behouden. Zijn naam is een combinatie van Dr. Faustus en 'troll', het Franse woord voor trol.
Bosse-de-NageFaustroll wordt in zijn avonturen bijgestaan door de baviaan Bosse-de-Nage, een hondskoppige baviaan met een waterhoofd ('un singe papion, moins cyno-qu’hydrocéphale'). De blauwe en rode kleur die veel bavianen op de kont hebben, is door Faustroll op zijn gelaat getransplanteerd, waardoor dit eruitziet als de Franse driekleur. Dit personage is een verwijzing van Jarry naar een vriend, de Belgische dichter Christian Beck, schrijver van o.a. de roman Le Papillon ('Papion' is Frans voor baviaan), die onder meer het pseudoniem Joseph Bossi gebruikte.
PanmuphleHet verhaal wordt verteld door de deurwaarder René-Isidor Panmuphle. De naam van deze figuur verwijst zowel naar Panurge uit Rabelais' boek Pantagruel als naar Pangloss uit  Voltaires avonturenroman Candide.

## Verhaal
Faustroll heeft de vorm van een avonturenverhaal dat in de eerste plaats is geïnspireerd door Pantagruel van Rabelais. Net als Pantagruel doet Dr. Faustroll een serie fantastische eilanden aan. De verhalen staan bol van verwijzingen naar de literatuur van Jarry's tijd en met name naar die van de symbolisten.

## Indeling
Boek I : Procédure
Boek II : Eléments de pataphysique
Boek III : De Paris à Paris par mer, ou le Robinson belge
Boek IV : Céphalorgie
Boek V : Officiellement
Boek VI : Chez Lucullus
Boek VII : Khurmookum
Boek VIII : Ethernité

## Vertalingen
- Egbert Willem van Faassen, Handelingen en opvattingen van doctor Faustroll, patafysicus : neo-wetenschappelijke roman, gevolgd door Commentaar ten dienste van de daadwerkelijke constructie van de tijdverkenningsmachine (Utrecht, 1994)
- Liesbeth van Nes, Roemruchte daden en opvattingen van doctor Faustroll, patafysicus : neo-wetenschappelijke roman, gevolgd door De Tijdmachine (Amsterdam, 1994).
- Nieuwe vertaling door Liesbeth van Nes, Roemruchte daden en opvattingen van Doctor Faustroll, patafysicus. Ingeleid door Matthijs van Boxsel. Van noten voorzien door Liesbeth van Nes, Pieter de Nijs en Bastiaan van der Velden. (Bananafish, Amsterdam, 2016)